# برای…
«برای…» یک ترانه اعتراضی اثر شروین حاجی‌پور است. او متن این ترانه را بر اساس توئیت‌های اعتراضی با موضوع «برای…» ساخته است. «برای…» برندهٔ اولین جایزهٔ «بهترین ترانه برای تغییر اجتماعی» در شصت و پنجمین مراسم جایزه گرمی شد.
این ویدئو در زمان خیزش ۱۴۰۱ ایران پخش شد و در ۲۴ ساعت در اینستاگرام شروین حاجی‌پور نزدیک به ۴۰ میلیون بار دیده شد. ویدئوی این ترانه بعد از بازداشت او توسط مأموران امنیتی جمهوری اسلامی از صفحه شخصی وی حذف شد.
این ترانه که در همان روزهای نخست انتشار با استقبال عمومی روبرو شد، به یکی از نمادهای خیزش ۱۴۰۱ ایران تبدیل شد. مردم ایران در خیابان‌ها، دانشگاه‌ها، کافه‌ها و رستوران‌ها با همخوانی و پخش این ترانه، اعتراض خود را نشان دادند. ایرانیان مقیم خارج نیز این ترانه را در تجمعات اعتراضی خود بازخوانی کردند.

## شکل‌گیری
پس از کشته‌شدن مهسا امینی و شروع اعتراضات سراسری، کاربران ایرانی در شبکه‌های اجتماعی با تعداد زیادی توئیت با مطلع «برای…»، به رویدادهای تاریخی و اجتماعی و سیاسی ایران در دهه‌های گذشته اشاره کردند و دلایل مختلف خود را برای این اعتراضات مطرح کردند. حاجی‌پور از بخشی از این «برای» ها در سرودن این ترانه الهام گرفت. حاجی‌پور قبلاً در مسابقه تلویزیونی عصر جدید به فینال دور دوم فصل اول صعود کرده بود.

## بازخورد
قطعه «برای» پس از همرسانی در اینستاگرام شروین حاجی‌پور در مدتی کوتاه بیش از چهل میلیون بازدیدکننده پیدا کرد. چند روز بعد از انتشار «برای»، نیروهای امنیتی حکومت ایران شروین حاجی‌پور را دستگیر کردند و کمی بعد آهنگ پرمخاطبش از صفحه اینستاگرام او حذف شد. تلاش حکومت ایران مانع گسترش آهنگ «برای» نشد و معترضان ایرانی در سراسر دنیا این ترانه را همخوانی کردند.
این ترانه که بیان کننده دغدغه‌های گوناگون مردم ایران از جمله مشکلات اقتصادی، فاصله طبقاتی، فشارهای اجتماعی و معضلات محیط زیستی است، رفته رفته به نمادی برای جنبش اعتراضی مردم ایران، موسوم به «جنبش زن، زندگی، آزادی» تبدیل شد.
محبوبیت «برای» فقط بین مردم عادی نبود و رعنا منصور، خواننده ایرانی آمریکایی این آهنگ را به زبان انگلیسی بازخوانی کرد و جمعه شب ۴ اکتبر ۲۰۲۲، به عنوان مهمان در فینال برنامه تلویزیونی «وُیس آلمان»، آن را در همبستگی با اعتراضات سراسری ایران اجرا کرد و با استقبال قابل توجهی روبرو شد. همچنین گروه موسیقی «کلدپلی» در کنسرتی در دو شب پیاپی در بوئنوس آیرس، این ترانه را با همخوانی گلشیفته فراهانی اجرا و به مردم آزادی‌خواه ایران تقدیم کرد.
۲۰ آبان ۱۴۰۱ ملیحه طاهرخوانی که در زبان اشاره تخصص دارد، ترانه «برای…» را برای ناشنوایان و کم‌شنوایان به زبان اشاره ایرانی ترجمه و ویدئو آن را منتشر کرد.
اسفندیار منفردزاده، آهنگساز، گفته است «شروین کار کارستانی کرده برای اینکه انتخاب از این زیباتر نمی‌شود. این هوش بالا و شرف انسانی شروین بود که انفجار ایجاد کرد.»

### جمهوری اسلامی
محبوبیت این ترانه باعث شد جمهوری اسلامی تلاش کند آن را مصادره به مطلوب کند. آبان ۱۴۰۱ گروهی از وابستگان جمهوری اسلامی، با تغییر متن ترانه، قطعه تبلیغاتی جدید با نام «برای دختران همسایه» ساختند که در آن از زبان زنان افغان از زنان ایرانی درخواست می‌شد به اعتراض‌هایشان ادامه ندهند. این قطعه توسط کانال تلگرامی عیسی حسینی مزاری و برخی کارکنان خبرگزاری صدای افغان و مرکز تبیان افغانستان منتشر شد. شبکه دوم صدا و سیمای جمهوری اسلامی نیز در ویدئویی با تغییر متن ترانه آن را مصادره به مطلوب کرد و از «برای چادرهای شاهد گوهردشت، هفت سال مقاومت فرهنگی» و «برای» های دیگری به روایت حکومت نوشت.

## جایزه گرمی
اوایل آبان ۱۴۰۱ اعلام شد ترانه «برای» از سوی ۹۵ هزار نفر نامزد دریافت بخش جدید جایزه «گرمی» شده است. به گفته مسئولان آکادمی ملی علوم و هنرهای ضبط از ۱۱۵ هزار درخواست ثبت شده در کارزار اینستاگرامی و تیک‌تاکی آن، بالغ بر ۸۰ درصد از شرکت‌کنندگان خواهان دادن جایزه به شروین حاجی‌پور شده بودند. «بهترین ترانه برای دگرگونی اجتماعی» یکی از رشته‌هایی است که برگزارکنندگان جایزه گرمی اکتبر ۲۰۲۲ به رشته‌های رقابتی در این مراسم افزودند.
بهمن همان سال این ترانه برنده «بهترین ترانه برای دگرگونی اجتماعی» در شصت و پنجمین مراسم جایزه گرمی شد. جیل بایدن، بانوی اول ایالات متحده، در این مراسم با تقدیر از این ترانه و با یادآوری کشته‌شدن مهسا امینی و جنبش زن زندگی آزادی، شروین حاجی‌پور را برنده این جایزه اعلام کرد. حاجی‌پور در واکنش به بردن این جایزه، با انتشار عکسی از خود در صفحه اینستاگرامش، نوشت «ما بردیم.»
این جایزه موجی از شادی و افتخار در میان ایرانیان به دنبال داشت و اکانت‌های شروین حاجی‌پور در شبکه‌های اجتماعی پذیرای پیام‌های تبریک و قدردانی شد. به محض اعلام این جایزه هشتگی به نام شروین حاجی‌پور به زبان انگلیسی و فارسی به یکی از ترندهای توییتر تبدیل شد. حسین رونقی، فعال سیاسی داخل ایران، علی شریفی زارچی، از استادان دانشگاه صنعتی شریف، گوهر عشقی، مادر ستار بهشتی، مسیح علی‌نژاد، روزنامه‌نگار و فعال سیاسی مخالف جمهوری اسلامی، گلشیفته فراهانی، بازیگر ایرانی، چلسی هارت کمدین و فعال اجتماعی، رابرت مالی، نماینده ویژه دولت آمریکا در امور ایران و امید جلیلی، بازیگر و کمدین ایرانی بریتانیایی به دریافت این جایزه واکنش نشان دادند.
منتقدان اما اهدای این جایزه توسط همسر رئیس‌جمهور آمریکا را «اقدامی سیاسی» توصیف کردند.

#### واکنش شروین و وزارت اطلاعات جمهوری اسلامی
ویدیویی از شروین حاجی‌پور در فضای مجازی دست به دست می‌شود که نشان گر واکنش وی و خوشحالی دوستانش به دریافت جایزه گرمی است. شروین پس از دریافت جایزه گرمی خطاب به مردم ایران نوشت: «ما بردیم!». با این حال در ۸ فوریه ۲۰۲۳، متنی در صفحه اینستاگرام و توئیتر شروین منتشر شد که با توجه به تضاد با واکنش‌های قبلی شروین نسبت به برد جایزه و دیدگاه سیاسی وی در آهنگ «برای»، نشان گر تحمیل فشار و انتشار اجباری از طرف وزارت اطلاعات و سران حکومت جمهوری اسلامی بود.